# ریوجیرو اودا
ریوجیرو اودا (انگلیسی: Ryujiro Ueda؛ زادهٔ ۲۹ ژانویهٔ ۱۹۸۸) بازیکن فوتبال اهل ژاپن است.
از باشگاه‌هایی که در آن بازی کرده‌است می‌توان به باشگاه فوتبال گامبا اوساکا اشاره کرد.